# Любек
Любек (на немски: Lübeck) е град в Шлезвиг-Холщайн, Северна Германия. Пристанище на Балтийско море, близо до устието на река Траве. Старата част на града е обявена от ЮНЕСКО за паметник на световното културно наследство.
Населението му наброява 210 232 жители към 31 декември 2010 г. Площта му е 214,21 км², а гъстотата на населението – 981 д/км².
Основан е през XII век на мястото на бивша славянска крепост. Името му произлиза от славянската дума Любица (на полски и чешки градът все още се нарича така). Сред забележителностите му са портата „Холстентор“, църквата „Мариенкирхе“ – третата по големина църква в Германия, музеят на викингите, старите хамбари край р. Траве, катедралата „Любекер Дом“ и др.